# Schwanenmarkt (Krefeld)

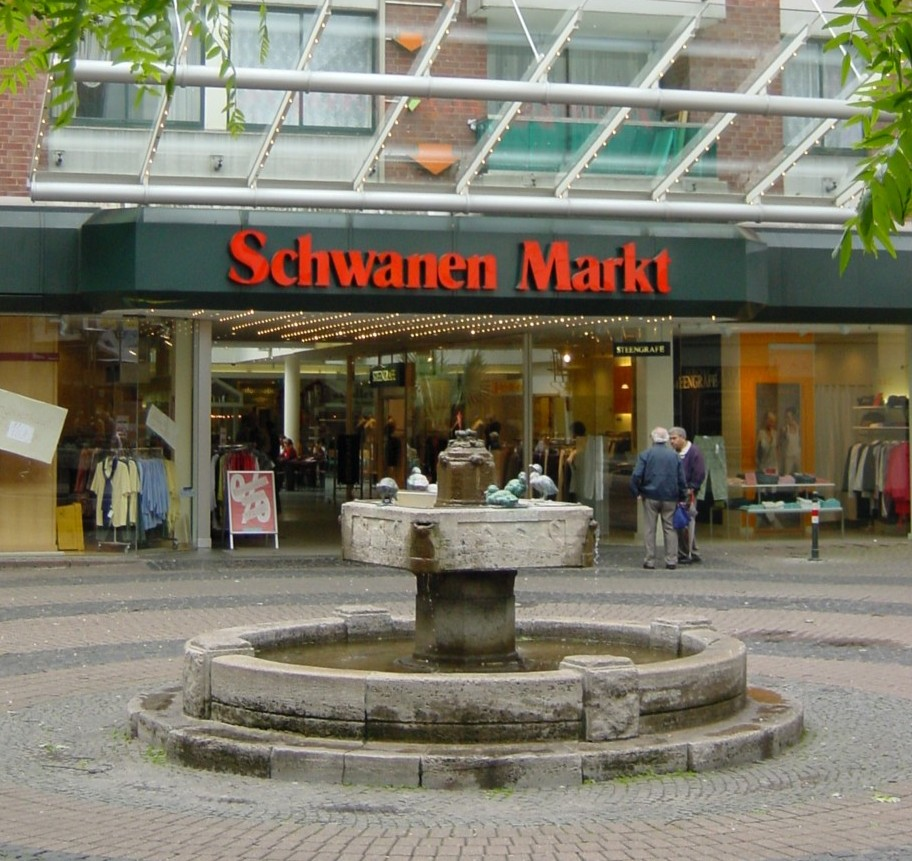
Eingangsbereich zur Passage

Der Schwanenmarkt ist ein Platz in der Innenstadt von Krefeld.

## Geschichte
Der Platz zwischen Hochstraße und Everstraße hieß zuvor Buttermarkt und war einer der historischen Marktplätze. 1361 erhielt Krefeld von Kaiser Karl IV. das Marktrecht für einen Jahrmarkt und einen wöchentlichen Vieh- und Gemüsemarkt. Dieser fand am heutigen Schwanenmarkt statt.
Im 19. Jahrhundert hieß es, dass durch die starke industriell bedingte Zuwanderung „das alte Krefeld um die Kirche und den kleinen Marktplatz, den Schwanenmarkt an der Hauptstraße, der Hochstraße“ die Zahl der eingewanderten Bürger bald nicht mehr fassen konnte.

## Gestaltung

### Schwanenbrunnen
Einen Brunnen in der Platzmitte zieren Bronze-Figuren von Enten aus dem Jahr 1905. Sie stammen vom Berliner Bildhauer August Gaul. Die Brunnenanlage ohne die Tiergruppen wurde vom Berliner Hofsteinmetzmeister Schilling aus Fränkischem Muschelkalk hergestellt. Gestiftet hatte Heinrich Müller-Brüderlin, Inhaber des damals anliegenden Textilhauses Heinrich Müller Johannes Sohn, den Brunnen. Der Name Schwanenbrunnen ist zwar historisch überliefert, aber zu sehen sind tatsächlich aus Bronze gegossene Enten. (Diese entsprechen fast exakt dem in Berlin vorhandenen Entenbrunnen vom gleichen Bildhauer August Gaul. Deshalb ist der Schmuckbrunnen auch als Entenbrunnen bekannt.) Die sechs Tierfiguren wurden 2014 gestohlen und 2015 durch einen seitens der Stadtverwaltung veranlassten Nachguss ersetzt.

### Weiteres
Im gleichnamigen Einkaufszentrum aus dem Jahr 1976 gibt es etwa 50 Geschäfte und Gastronomie, ein Parkhaus mit etwa 700 Plätzen, ein zwölfgeschossiges Hochhaus mit etwa 200 Wohnungen und eine Kindertagesstätte mit Außenspielflächen auf dem Dach des Parkhauses. Eigentümer sind seit 2014 die israelischen Investoren Samuel und Pinchas Schapira. Die Verkaufsfläche beträgt 12.000 m².